# Унчешти (Сучава)
Унчешти (рум. Uncești) насеље је у Румунији у округу Сучава у општини Бунешти. Oпштина се налази на надморској висини од 324 m.

## Становништво
Према подацима из 2002. године у насељу је живело 719 становника, од којих су сви румунске националности.